# Туманные звёзды Большой Медведицы
«Туманные звёзды Большой Медведицы» (итал. Vaghe stelle dell’orsa…) — художественный фильм режиссёра Лукино Висконти, обладатель приза «Золотой лев» Венецианского фестиваля. Итальянская премьера ленты состоялась 16 сентября 1965 года. В американской и немецком прокате фильм назывался «Сандра», а в британском — Of a Thousand Delights.

## Сюжет
Американец Эндрю сопровождает молодую жену Сандру в её итальянский дом в Вольтерре. Сандру осаждают воспоминания о погибшем в Освенциме отце, враждебные отношения с матерью и кровосмесительные — с братом. Супруга терзает вопрос — есть ли правда в сплетнях о его жене.
В название фильма вынесена строчка из стихотворения Джакомо Леопарди, перекликающегося с сюжетом фильма:
| Фрагмент на итальянском | Перевод А. Б. Махова на русский язык |
| --- | --- |
| Vaghe stelle dell’Orsa, io non credea Tornare ancor per uso a contemplarvi Sul paterno giardino scintillanti, E ragionar con voi dalle finestre Di questo albergo ove abitai fanciullo, E delle gioie mie vidi la fine.(…) | Мерцанье звёзд блуждающей Медведицы Не думал я вновь созерцать, как прежде, Из сада позади отцова дома Иль из окна беседовать с созвездьем О годах детства, шалостях невинных, Которым вскоре наступил конец… |

## В ролях
- Клаудия Кардинале — Сандра
- Жан Сорель — Джанни
- Майкл Крэйг — Эндрю
- Ренцо Риччи — Антонио Джилардини
- Фред Уильямс — Пьетро Формари
- Амалия Тройани — Фоска
- Мари Белль — госпожа Джилардини, мать Сандры